# Menekültek olimpiai csapata a 2020. évi nyári olimpiai játékokon
A menekültek olimpiai csapata (japánul: オリンピック難民選手団 Orinpikku Nanmin Senshu-dan) az olimpiai zászló alatt szerepelt a 2020. évi nyári olimpiai játékokon, hasonlóan mint 2016-ban. A csapat 29 menekültből állt, akik főleg az arab országokból érkeztek új lakóhelyükre.
A menekültek összesen 12 sportágban indultak.

## A csapat
A csapatot 2021. június 8-án állították össze.
| Versenyző                     | Származási ország               | Befogadó nemzeti olimpiai bizottság | Sportág       | Versenyszám     |
| ----------------------------- | ------------------------------- | ----------------------------------- | ------------- | --------------- |
| Alaa Maso                     | Szíria                          | Németország                         | Úszás         | 50 m gyors      |
| Juszra Márdini                | Szíria                          | Németország                         | Úszás         | 100 m pillangó  |
| Dorian Keletela               | Kongói Köztársaság              | Portugália                          | Atlétika      | 100 m           |
| Rose Lokonyen                 | Dél-Szudán                      | Kenya                               | Atlétika      | 800 m           |
| James Chiengjiek              | Dél-Szudán                      | Kenya                               | Atlétika      | 800 m           |
| Anjelina Lohalith             | Dél-Szudán                      | Kenya                               | Atlétika      | 1500 m          |
| Paulo Amotun Lokoro           | Dél-Szudán                      | Kenya                               | Atlétika      | 1500 m          |
| Jamal Abdelmaji Eisa Mohammed | Szudán                          | Izrael                              | Atlétika      | 5000 m          |
| Tachlowini Gabriyesos         | Eritrea                         | Izrael                              | Atlétika      | Maratonfutás    |
| Aram Mahmoud                  | Szíria                          | Hollandia                           | Tollaslabda   | Férfi egyes     |
| Wessam Salamana               | Szíria                          | Németország                         | Ökölvívás     | -63 kg          |
| Eldric Sella Rodriguez        | Venezuela                       | Trinidad és Tobago                  | Ökölvívás     | -75 kg          |
| Saeid Fazloula                | Irán                            | Németország                         | Kajak         | K-1 1000 m      |
| Masomah Ali Zada              | Afganisztán                     | Franciaország                       | Kerékpározás  | Egyéni időfutam |
| Ahmad Wais                    | Szíria                          | Svájc                               | Kerékpározás  | Egyéni időfutam |
| Sanda Aldass                  | Szíria                          | Hollandia                           | Cselgáncs     | Vegyes csapat   |
| Ahmad Alikaj                  | Szíria                          | Németország                         | Cselgáncs     | Vegyes csapat   |
| Muna Dahouk                   | Szíria                          | Hollandia                           | Cselgáncs     | Vegyes csapat   |
| Javad Mahjoub                 | Irán                            | Kanada                              | Cselgáncs     | Vegyes csapat   |
| Popole Misenga                | Kongói Demokratikus Köztársaság | Brazília                            | Cselgáncs     | Vegyes csapat   |
| Nigara Shaheen                | Afganisztán                     | Oroszország                         | Cselgáncs     | Vegyes csapat   |
| Wael Shueb                    | Szíria                          | Németország                         | Karate        | Kata            |
| Hamoon Derafshipour           | Irán                            | Kanada                              | Karate        | Kumite          |
| Luna Solomon                  | Eritrea                         | Svájc                               | Sportlövészet | Légpuska 10 m   |
| Dina Pouryounes               | Irán                            | Hollandia                           | Taekwondo     | -49 kg          |
| Kimia Alizadeh                | Irán                            | Németország                         | Taekwondo     | -57 kg          |
| Abdullah Sediqi               | Afganisztán                     | Belgium                             | Taekwondo     | -68 kg          |
| Cyrille Fagat Tchatchet II    | Kamerun                         | Egyesült Királyság                  | Súlyemelés    | -96 kg          |
| Aker Al-Obaidi                | Irak                            | Ausztria                            | Birkózás      | -67 kg          |